# Peter Gál-Andrezly
Peter Gál-Andrezly (Kassa, 1990. május 3. –) szlovák labdarúgó, a román élvonalbeli Csíkszereda játékosa.

## Pályafutása
Gál-Andrezly pályafutását az MFK Košice csapatában kezdte, 2007-ben debütált a felnőtt Corgoň Ligában. 2009. januárjában 6 hónapra kölcsönvette a Middlesbrough. A tartalékcsapathoz csatlakozott. A kölcsönszerződése lejárta után 2009. július 1-én visszatért a 'Borótól visszatért Kassára. Gál-Andrezly két meccsen vendégszerepelt a skót Shamrock Roversben is, ezek a Newcastle United és a Real Madrid elleni felkészülési találkozók voltak a Tallaght Stadionban 2009. júliusában, majd próbajátékon vett részt a Charlton Athletic FC-nél.

## Családja
Édesapja, Daniel Gál-Andrezly labdarúgóedző.